# Echiniscus spinulosus
Echiniscus spinulosus är en djurart som tillhör fylumet trögkrypare, och som först beskrevs av Louis Michel François Doyère 1840.  Echiniscus spinulosus ingår i släktet Echiniscus och familjen Echiniscidae. Inga underarter finns listade i Catalogue of Life.